# レイチェル・スターリング
レイチェル・アトランタ・スターリング（(Rachael Atlanta Stirling, 1977年5月30日 - ）は、英国の舞台、映画、テレビの女優。母はダイアナ・リグ。

## 主な出演作品
ドラマ『名探偵ポワロ』「五匹の子豚」においてキャロライン・クレイルを演じた。

## 私生活
スターリングはロシア語を話すことができ、乗馬や障害飛越競技もできる。